# Bogo City
Bogo (offiziell: City of Bogo; Filipino: Lungsod ng Bogo; Cebuano: Dakbayan sa Bogo) ist eine philippinische Stadt in der Provinz Cebu.

## Barangays
Bogo ist politisch in 29 Baranggays unterteilt.
| - Cogon (Pob.) - Anonang Norte - Anonang Sur - Banban - Binabag - Bungtod (Pob.) - Carbon (Pob.) - Cayang - Dakit - Don Pedro Rodriguez - Gairan - Guadalupe - La Paz - La Purisima Concepcion (Pob.) - Libertad | - Lourdes (Pob.) - Malingin - Marangog - Nailon - Odlot - Pandan (Pandan Heights) - Polambato - Sambag (Pob.) - San Vicente (Pob.) - Santo Niño - Santo Rosario (Pob.) - Siocon - Taytayan - Sudlonon |

## Erhebung zur Stadt
Am 16. Juni 2007 fand eine Volksabstimmung über ein Gesetz zur Erhebung zur Stadt (Component City) statt. Dieses Gesetz wurde von 97,82 % der Wähler angenommen, somit ist Bogo die sechste Stadt in der Provinz Cebu.